# Carelmapu

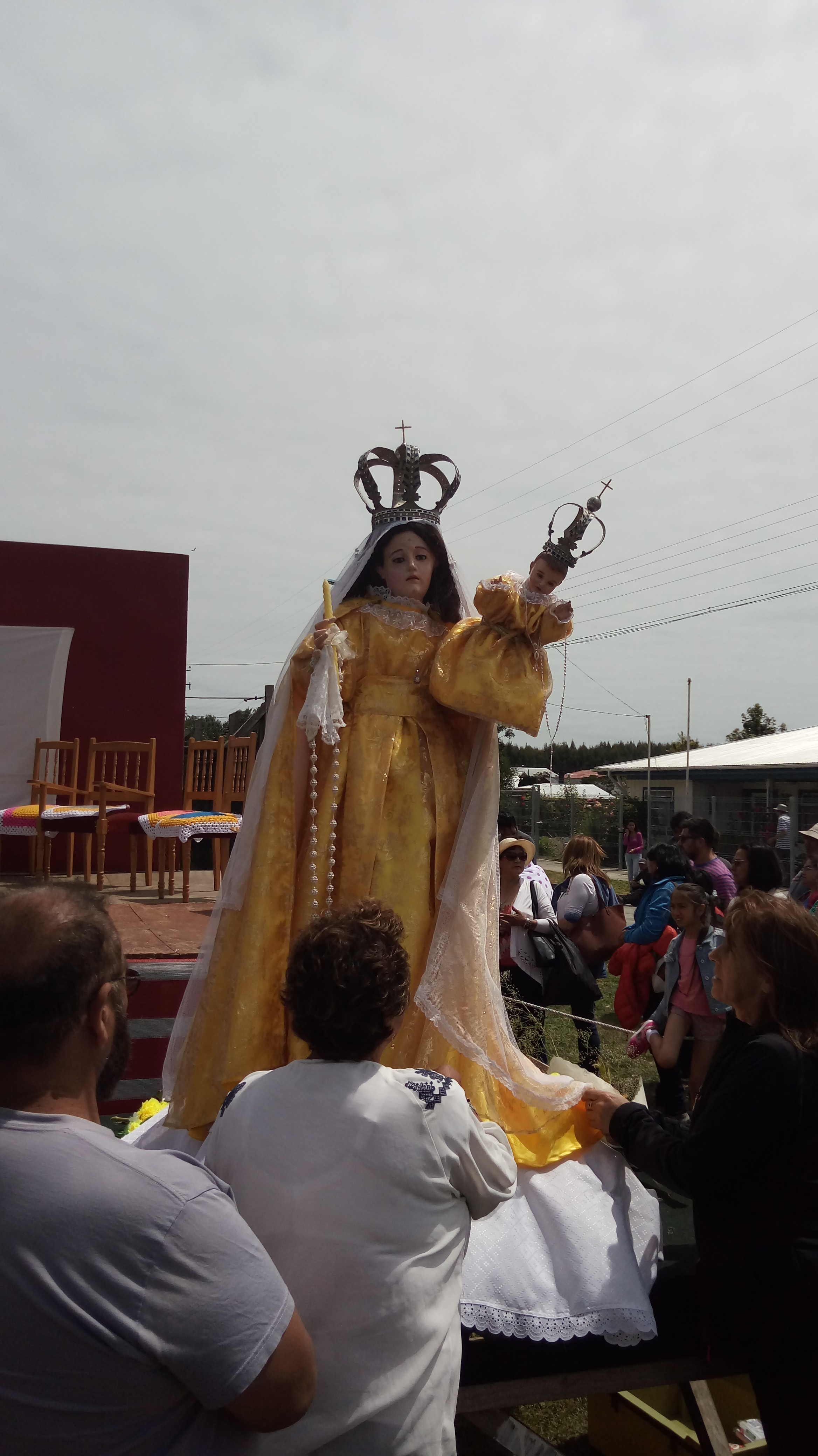
Virgen de la Candelaria de Carelmapu

Carelmapu (del mapudungun: karü mapu ‘tierra verde’) es un pueblo ubicado en la comuna chilena de Maullín, en la X Región de Los Lagos y a 85 km de Puerto Montt. Fue fundado en el siglo XVII como San Antonio Ribera de Carelmapu y actualmente es conocido por su antigua y multitudinaria celebración anual en honor a la Virgen de la Candelaria.

## Historia

### Fundación
Antes de la llegada de los españoles, el sitio de Carelmapu correspondía a un aillarehue, o pequeña comarca huilliche. En esta condición fue visitada por el explorador Francisco Cortés Ojeda en 1558, quien le dio el nombre de Puerto de la Paz, por las buenas relaciones que mantuvo con los habitantes del lugar. No obstante, la denominación no prosperó y ya a fines de ese siglo, los españoles se referían a la localidad con el nombre de Carelmapu.
En las décadas siguientes se asienta una incipiente población española en convivencia con los huilliches del lugar, pero el mayor poblamiento se da entre los años 1602 y 1603, cuando llegan a Carelmapu los sobrevivientes de la destrucción de Osorno. Producto de ese evento, el maestre de campo Francisco Hernández Ortiz Pizarro encarga la construcción de los fuertes San Antonio Ribera de Carelmapu y San Miguel de Calbuco, convirtiéndose ambas plazas en la línea defensiva continental de la provincia de Chiloé.
En los años posteriores a la fundación del fuerte, Carelmapu se convirtió en la sede del gobernador de Chiloé y de los principales cuerpos militares de la provincia. Asimismo, por su ubicación y las condiciones de su bahía, se convirtió en el principal punto de llegada de las naves al norte del archipiélago de Chiloé,  y en el más concurrido lugar de feria de la provincia.
Los españoles y vecinos de Chiloé que siempre vieron su extensa frontera norte continental como una tierra por “pacificar” y recuperar, por estar dentro de su jurisdicción; realizaron desde los puestos de Carelmapu y Calbuco acciones militares de malocas contra los huilliches; penetrando el espacio con fines punitivos durante buena parte del siglo XVII. Las malocas españolas posteriormente dejaron de realizarse solo porque la capitanía general lo ordenó. Como consecuencia de estas malocas l deshabitado el territorio boscoso que mira a Chiloé.

### Invasión neerlandesa
En mayo de 1643, la escuadra neerlandesa liderada Hendrick Brouwer desembarca en Carelmapu y procede a incendiar la villa, que había sido previamente desocupada por sus habitantes producto de su inferioridad militar. Al día siguiente las tropas españolas se reorganizan y enfrentan a los holandeses en el llamado Combate de Carelmapu, siendo derrotados y falleciendo en el lugar el gobernador Andrés Muñoz Herrera. Luego de este episodio los neerlandeses se embarcarían rumbo a Valdivia, no sin antes intentar una aproximación fallida a Calbuco, y tener un breve enfrentamiento con una centinela en los alrededores de Maullín.
 

Junto con sus acciones militares, los neerlandeses dejarían un detallado registro de su exploración por las costas sudamericanas, entre las que incluirían una breve descripción del fuerte de Carelmapu: 
"Es una plaza de frontera muí cerca de la costa; tiene un fuerte o reducto de palizadas con un parapeto i dos alas, guarnecida por 60 soldados, con dos piezas de artillería de metal. Otra plaza fronteriza igual se halla situada como a 4 millas al este, llamada St Michiel de Calbuco, provista también de un reducto i guarnecida con 40 soldados i una pieza de metal. Estas dos plazas son fronteras contra los de Osorno i de Conco (Cuncos), nacion vecina con la cual están continuamente en guerra ."
A la excursión neerlandesa se sumaría el embancamiento de la bahía, que sería determinante en la decisión de las autoridades chilotas de trasladar la gobernación al antiguo poblado de Chacao en 1655. Producto de estos hechos, Carelmapu queda prácticamente abandonado por la década siguiente, hasta que en 1667 el gobernador Rodrigo Navarro encarga nuevamente su reconstrucción, aunque ya en una posición disminuida con respecto a su anterior importancia.

### Incorporación a Chile

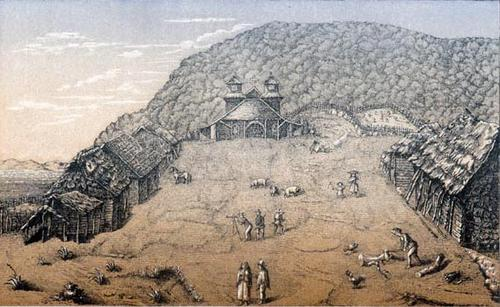
"Lugarejo de Carelmapu" en 1874 de acuerdo a Carlos Juliet.

El 28 de marzo de 1824, un contingente de 280 soldados independentistas desembarcó en las cercanías de Carelmapu bajo el mando del sargento Manuel Riquelme. Estas tropas se enfrentaron al día siguiente contra una milicia realista de 300 hombres dirigida por el español Tadeo Islas, que finalizó con la captura de la fortificación por las tropas chilenas, y la huida del líder realista a Calbuco. Esta acción cobró la vida de dos soldados chilenos y significó la incorporación definitiva de Carelmapu a territorio chileno.

### Época republicana
En 1826, luego de la anexión de Chiloé a la República de Chile, Carelmapu pasó a ser la cabecera de la delegación de Carelmapu, dependiente de esa provincia. A partir de 1834 cambió su denominación a departamento de Carelmapu, manteniendo su dependencia administrativa y teniendo control sobre 12 subdelegaciones entre Calbuco y Maullín. En 1855 la cabecera del departamento pasa a ser el poblado de Calbuco, y finalmente en 1861 el departamento completo es segregado de Chiloé e incorporado a la recién creada provincia de Llanquihue, de la cual depende hasta el día de hoy a través de la Comuna de Maullín.
En 1874 la localidad es visitada por el marino chileno Francisco Vidal Gormaz, quien describe a Carelmapu como un asentamiento pobre y de pocas casas, que ya ha perdido casi toda relevancia económica o política en la zona. Sin embargo, señala que en ocasión de la Fiesta de la Candelaria, la localidad vuelve a convertirse por algunos días en un importante mercado, donde continúan llegando habitantes de Chiloé y de la provincia de Llanquihue a intercambiar sus productos. Uno de sus acompañantes, el naturalista Carlos Juliet, realiza en ese viaje una de las primeras representaciones gráficas de la villa.
En enero de 2013 se realizó un importante hallazgo de cañones sumergidos en las cercanías de Carelmapu.

## Religiosidad popular

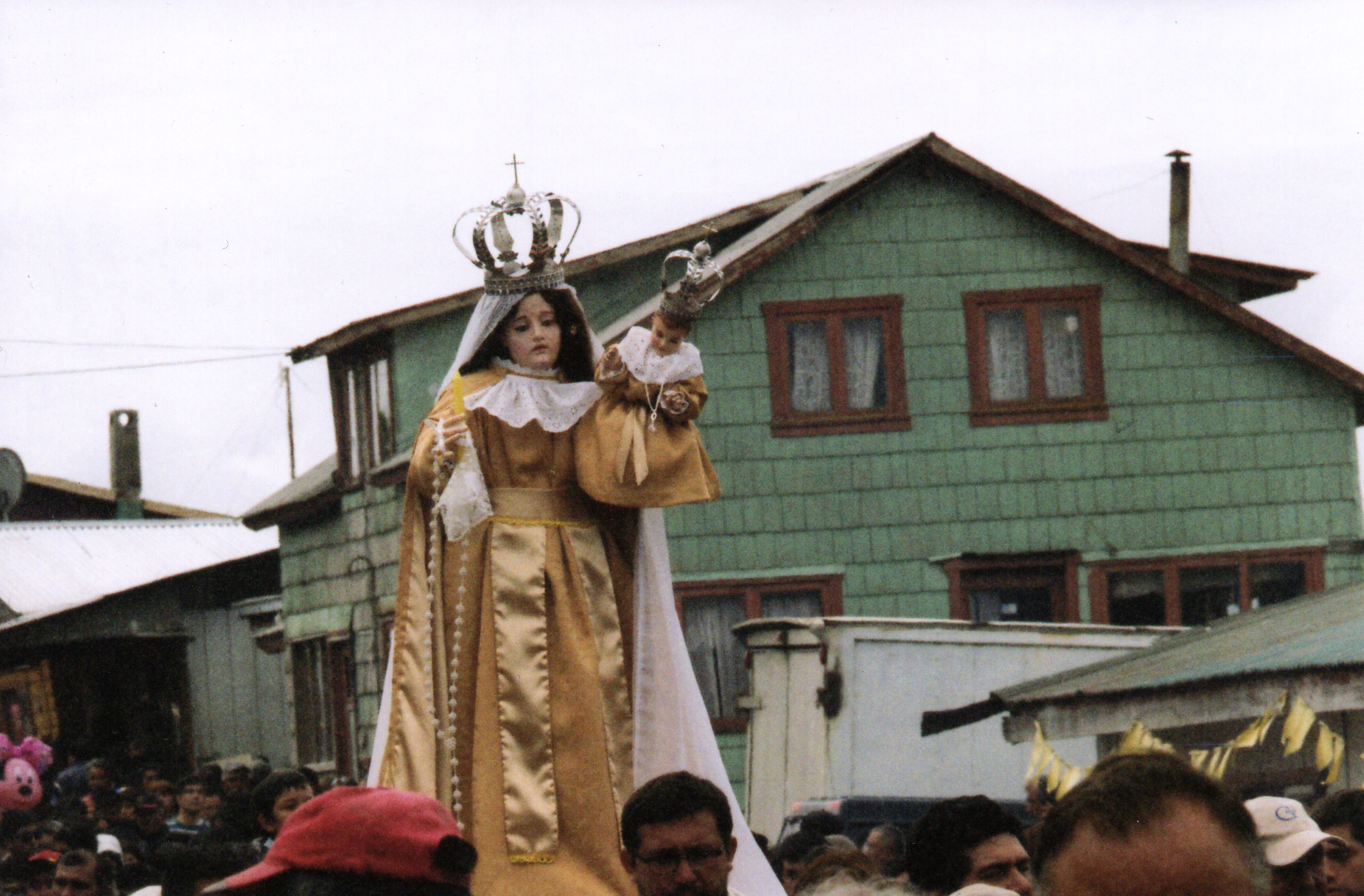
Virgen de la Candelaria de Carelmapu

Carelmapu es actualmente conocido por la Fiesta de la Candelaria, celebrada al menos desde el siglo XVII en honor a la Virgen de la Candelaria durante los primeros días de febrero de cada año. De acuerdo a la tradición, la figura de la Virgen habría llegado junto con los sobrevivientes de la destrucción de Osorno de 1602 y, antes de ello, habría sido parte de las pertenencias de la expedición de Pedro de Valdivia en 1540.
Aunque diversos edificios religiosos acogieron esta procesión en el pasado, la actual Iglesia databa de 1913 y se asocia a la Escuela chilota de arquitectura religiosa en madera. Pese a ser considerada Monumento Nacional desde 1993, su mal estado de conservación impedía su visita, manteniéndose cerrada desde 2008. Un incendio la destruyó por completo el 16 de enero de 2024.

## Deportes

### Deportes acuáticos
Gracias a su geografía, Carelmapu cuenta de varios tipos de playas; Lenqui, Bahía Carelmapu, Mar brava, Ventana, Balchamó, Los Quetros, Jacob, entre otras. Aquí se pueden realizar deportes como el buceo, canotaje, pesca,surf, bodyboard,y muchos más. Actualmente el club Rew Tremo realiza el campeonato de surf y bodyboard "Karumapu" a finales de octubre, teniendo gran protagonismo, gracias a las condiciones de olas en playa Mar Brava.

### Fútbol
La comuna cuenta con una asociación de fútbol (Asociación de Fútbol de Carelmapu) conformada por cinco clubes (Deportivo Carelmapu, Marítimo, Naval, Pensylvania Juniors y General Baquedano de Maullín).